# Laurence Massart
Pour les articles homonymes, voir Massart.
Laurence Massart, née le 16 février 1965, est une magistrate belge.

## Biographie

### Famille
Laurence Massart vient d'un milieu modeste.

### Carrière juridique

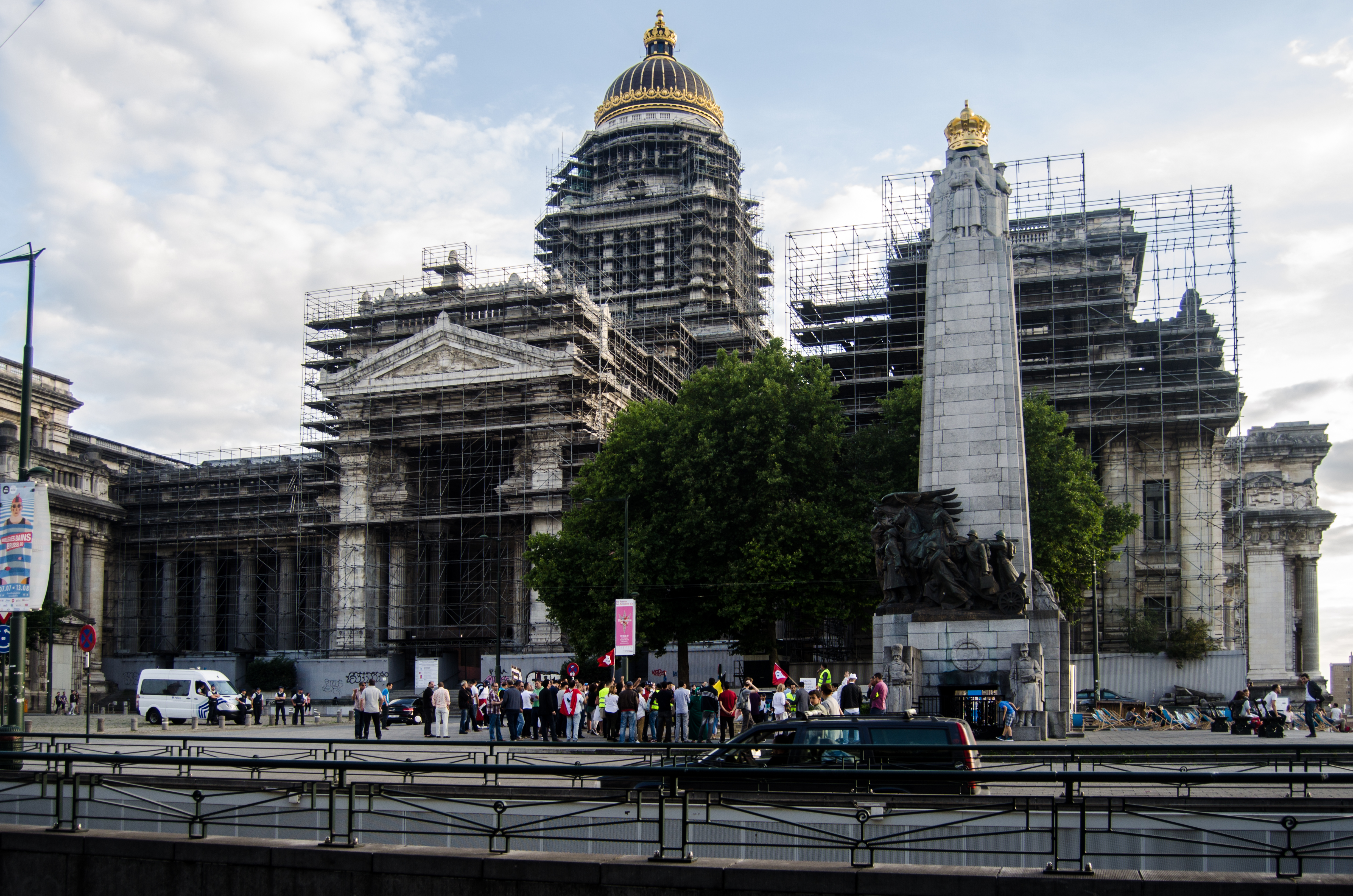
Palais de justice de Bruxelles.

Laurence Massart devient avocate du barreau en 1989 et magistrate en 1997.
En jun 2001, elle participe au procès des Quatre de Butare dans le cadre du génocide des Tutsis au Rwanda, première affaire de compétence universelle en Belgique.
En 2006, elle est chargée du procès pour escroquerie de Didier Pineau-Valencienne, ancien PDG du groupe Schneider Electric. En novembre 2010, elle participe comme conseillère à la cour d'appel de Mons au procès en appel de la catastrophe de Ghislenghien.
En 2019, elle est candidate pour la Belgique auprès de la Cour Pénal Internationale avant de devenir la première présidente de la cour d'appel de Bruxelles le 2 avril 2019 et sa nomination fait polémique puisqu'elle ne parle pas suffisamment le néerlandais. Elle préside cette même année le procès en court d’assises où Mehdi Nemmouche est jugé pour l’attentat contre le Musée Juif. 
En 2022, elle préside le procès des attentats de Bruxelles,.
En 2023, elle est élue femme belge de l’année par Elle Belgique.
En 2024, elle renouvelle son mandat de présidente après recourt au tribunal civil et au Conseil d’État puisque le ministre de la justice, Vincent Van Quickenborne, avait refusé de transmettre sa demande de renouvellement en raison de l'alternance linguistique d'usage.